# Кшиштопорский, Адам
Адам Кшиштопорский (пол. Adam Krzysztoporski; 31 мая 1932, Воломин) — польский генерал милиции, функционер госбезопасности, начальник III (политического) департамента, заместитель госсекретаря МВД ПНР. Участник подавления рабочих протестов 1970/1971 и противоборства правящей компартии ПОРП с профсоюзом Солидарность.

## Сотрудник под прикрытием
После войны Адам Кшиштопорский окончил судостроительный факультет Гданьского политехнического университета. В 1953—1959 работал судовым мотористом в судоходной госкомпании Польские океанские линии, потом мастером и механиком на Гданьской судоверфи (будущем центре забастовочного и антикоммунистического движения).
С юности Адам Кшиштопорский придерживался коммунистических взглядов. В 1951, при сталинистском режиме Болеслава Берута, вступил в правящую компартию ПОРП. В 1954 поступил в училище Комитета общественной безопасности (КОБ). После его окончания действовал под прикрытием как оперативный сотрудник VI отдела (научно-техническая разведка) I департамента КОБ. В этом качестве был привлечён как специалист Комитета по внешнеэкономическому сотрудничеству Совета министров ПНР. Политически он принял перемены второй половины 1950-х, польскую десталинизацию Владислава Гомулки. Принципиально важными Кшиштопорский считал не лозунговую фразеологию, а прочность государственной системы и широту полномочий спецслужб.

## Функционер МВД
С 1956 Адам Кшиштопорский на службе в МВД ПНР. Первоначально был секретным агентом Гданьской воеводской комендатуры гражданской милиции, выполнял задания на Гданьской судоверфи. Занимал оперативные посты в 5, 6, 7 отделах I департамента (разведка). В 1964—1969 — начальник 7 отдела (научно-техническая разведка) I департамента МВД. С 1969 по 1973 — заместитель начальника I департамента (разведка).
Во время рабочих протестов 1970/1971 Кшиштопорский был командирован в Труймясто во главе оперативной спецгруппы из шестидесяти офицеров СБ. В декабре 1970 группа Кшиштопорского отслеживала ситуацию в Гдыне, передавала сигналы милицейским вертолётам. В начале 1971 Кшиштопорский выполнял конфиденциальные поручения министра внутренних дел Францишека Шляхцица. По тем же причинам, что в 1956, принял отстранение Гомулки, утверждение Эдварда Герека, впоследствии отставку Шляхцица.
18 декабря 1973 Адам Кшиштопорский в звании генерала бригады был назначен начальником III департамента МВД — Служба безопасности ПНР (СБ), борьба с антигосударственной деятельностью. В его ведении было подавление диссидентских организаций (прежде всего КОС-КОР, ROPCiO, КНП), нелегальных изданий, подпольных профсоюзов. Возглавляя одно из ключевых подразделений МВД, Кшиштопорский принадлежал к высшему эшелону спецслужб.
В карательной политике Кшиштопорский разделял основные установки «эры Герека»: по возможности избегая массовых репрессий и кровопролитных столкновений (характерных для прежних периодов), установить плотный контроль над обществом; вербовкой, инсинуациями, разжиганием конфликтов между диссидентами, выборочными преследованиями активистов блокировать антиправительственную деятельность. При этом он требовал от кадров СБ «не преуменьшать опасности», исходящей от Свободных профсоюзов Побережья (в этой организации состоял Лех Валенса).
Адам Кшиштопорский обладал репутацией интеллектуала, мастера «тонкой» оперативной интриги. Считался в ведомстве доверенным лицом первого секретаря Герека.

## В борьбе с «Солидарностью»
Летом 1980 Польшу охватили небывало массовые забастовки. Генерал Кшиштопорский был включён в оперативный штаб Lato 80 во главе с заместителем министра внутренних дел генералом Стахурой. Однако власти не решились на силовые меры против бастующих. Партийно-государственное руководство вынуждено было заключить Августовские соглашения и легализовать независимый профсоюз Солидарность во главе с Лехом Валенсой. Первым секретарём ЦК ПОРП вместо Герека был утверждён Станислав Каня. До того Каня был партийным куратором МВД, Кшиштопорского связывали с ним тесные деловые отношения.
22 сентября 1980 Адам Кшиштопорский был назначен заместителем государственного секретаря МВД — одна из высших должностей министерства в ранге замминистра. (Во главе III департамента генерала Кшиштопорского сменил полковник Вальчиньский.) Несмотря на собственный карьерный рост, Кшиштопорский довольно адекватно воспринимал положение и дальнейшие перспективы. Уже в ноябре, наблюдая масштаб рабочего движения, он оценил происходящее как «начало конца».
С августа 1980 Кшиштопорский являлся объектом резкой критики со стороны «партийного бетона». Как руководителю политической полиции, ему ставилось в вину итоговое развёртывание малочисленных диссидентских групп в многомиллионное движение. Весь смысл его деятельности оказался под большим сомнением. Он отвечал, что причина неэффективности заключалась в избыточной гуманности Герека — но такое объяснение звучало неубедительно. Свои позиции пытался укрепить политической ориентацией на «бетон». Министром внутренних дел с октября 1980 по июль 1981 был один из лидеров догматического крыла ПОРП Мирослав Милевский, его заместителем — сторонник крайней партийно-карательной жёсткости Богуслав Стахура. Однако влияние Кшиштопорского неуклонно снижалось, особенно после того, как генерала госбезопасности Милевского сменил во главе МВД генерал военной контрразведки Чеслав Кищак, а первым секретарём ЦК ПОРП стал армейский генерал Войцех Ярузельский.
Генерал Кшиштопорский активно участвовал в противоборстве ПОРП с «Солидарностью». Как и прежде, Кшиштопорский делал ставку на закулисные интриги и инсинуации. В частности, осенью 1981 он вместе с начальником СБ генералом Цястонем курировал «оперативный подход к Л.Валенсе в рамках дезинтеграционных мероприятий». Речь шла о попытках спровоцировать раскол на I съезде «Солидарности», использовав противоречия при выборах председателя. Однако такого рода схемы уже не давали результата. Подавить «Солидарность» удалось только военным насилием.

## После отставки
В ноябре 1981, незадолго до введения военного положения, Кищак снял Кшиштопорского с поста в МВД. В марте 1982 Кшиштопорский был назначен заместителем госсекретаря в Управлении морского хозяйства (с учётом первоначальной специальности). Оставался в этой должности до октября 1987, после чего вышел на пенсию. В событиях конца 1980-х — новая забастовочная волна, Круглый стол, победа «Солидарности» на выборах, ликвидация ПОРП и преобразование ПНР в Третью Речь Посполитую — никакого участия не принимал.
Институт национальной памяти (IPN) опубликовал в 2007 сборник материалов о положении в Польше с апреля 1981 по декабрь 1982. Один из документов свидетельствовал о роли Кшиштопорского как связного между Каней и Валенсой. 10 ноября 1981 советник посольства ГДР в Варшаве Ульман передаёт информацию, полученную из беседы с заведующим административным отделом ЦК ПОРП Михалом Атласом (видный деятель «партийного бетона»). На отчёте стоит резолюция Эриха Хонеккера: первый секретарь ЦК СЕПГ, председатель Государственного совета ГДР хвалит генерала Кищака за отстранение Кшиштопорского, «который в течение многих лет по указанию Кани находился в близком контакте с Валенсой». Эта информация внесла новые штрихи в картину раскладов руководства ПОРП и МВД при правлении Герека, но не меняет общей картины: в конце 1970-х военная контрразведка Кищака констатировала, что вопреки уверенности СБ МВД, Валенса стал неуправляем и представляет опасность.
В феврале 2016 Институт национальной памяти составил список из двух десятков бывших функционеров спецслужб, заподозренных в сокрытии документов, подлежащих сдаче в архив IPN. Наряду с такими деятелями, как Владислав Цястонь, Генрик Данковский, Ежи Карпач, Юзеф Сасин, в список был включён Адам Кшиштопорский. Однако к ответственности Кшиштопорский не привлекался.